# Margareta Eriksdotter Wasa
Margareta Eriksdotter Wasa (1497 - Reval, 31 december 1536) was een Zweedse vrouw van adel, en een zus van de Zweedse koning Gustaaf I.

## Biografie
Margareta werd geboren als de oudste dochter van Erik Johansson Wasa en Cecilia Månsdotter. Ze bracht waarschijnlijk een groot gedeelte van haar jeugd door op de school van de Abdij van Sko. Op 20 maart 1516 huwde ze met Joakim Brahe op het kasteel van Tre Kronor. Vier jaar later woonde ze samen met haar echtgenoot en vader de kroning bij van Christiaan II van Denemarken. Beiden kwamen om tijdens het Stockholms bloedbad dat vervolgens in de stad plaatsvond; Margareta werd samen met de andere vrouwen vastgezet in Christiansborg.
In 1525 werd Margareta Wasa vrijgelaten door de Denen, omdat haar oudere broer inmiddels koning van Zweden was geworden. Later dat jaar verloofde zij zich met de Duitse graaf Johan VII van Hoya en het tweetal huwde op 15 januari 1525. Na hun huwelijk verkreeg Johan VII het gouverneurschap over het kasteel van Vyborg. In afwezigheid van haar man nam Margareta zijn taken waar. Ze correspondeerde veel met haar broer in deze periode en een gedeelte van hun correspondentie is bewaard gebleven.
Na haar terugkeer uit Lübeck in 1529 werd ze gevangen genomen door de burgemeester van Jönköping, wat de aanleiding was van een regionale opstand wegens de reformatie in Zweden. In mei van dat jaar werd de opstand neergeslagen door Gustaaf I en keerde ze ongedeerd terug. In 1534, tijdens de Gravenvete, verbrak Johan VII van Hoya zijn band met de Zweedse koning en Margareta vergezelde hem naar Duitsland. Nadat haar man een jaar later overleed bleef Margareta in het buitenland wonen en overleed in Tallinn.

## Nageslacht
Margareta kreeg uit haar huwelijk met Joakim Brahe vier kinderen:
- Mauritz (1517)
- Brita (1518-1554), gehuwd met Birger Nilsson Grip
- Öllegard (1519-1527)
- Per (1520-1590)

Uit haar huwelijk met Johan VII van Hoya kreeg ze twee kinderen:
- Johan IV (1529-1574), bisschop van Osnabrück
- Jobst

- LIBRIS: 343953
- Virtual International Authority File: 170913457